# Червен списък на световнозастрашените видове
Червеният списък на световнозастрашените видове, понякога наричан само Червен списък или Червена книга, е анотиран списък на редките и застрашени от изчезване животни и растения, съставен и поддържан от Международния съюз за защита на природата (International Union for Conservation of Nature, IUCN). Списъкът се води от 1948 година и непрекъснато се допълва и обновява. Това е най-пълният и точен списък на животинските и растителни видове, които са уязвими, застрашени или критично застрашени от изчезване. Идеята е всеки вид да се оценява на всеки 5 години, за да се следи има ли промяна в състоянието. От 40 168 видове, които са оценени през 2006 г., 16 118 са застрашени в някаква степен.